# 구글 판다
구글 판다(Google Panda)는 2011년 2월 출시된, 구글의 검색 결과 순위 결정 알고리즘의 주된 변화이다. 이 변화는 저품질 사이트나 내용이 빈약한 사이트, 특히 콘텐트 팜의 순위를 낮추는 것으로, 검색 결과의 상단 부분에 품질이 더 높은 사이트를 배치시키는 것이다.
CNET은 뉴스 웹사이트와 소셜 네트워크 사이트들의 순위가 상승하고 상당한 양의 광고를 포함한 사이트의 순위가 떨어지는 것을 보고했다. 이 변화는 총 검색 결과 중 약 12퍼센트의 순위에 영향을 미친 것으로 보고되었다. 판다가 출범한 이후 곧 구글의 웹마스터 포럼을 포함한 수많은 웹사이트들이 오리지널 콘텐츠의 사이트보다 더 나은 순위를 가져가고 있던 스크래퍼/저작권 위반자들의 불만으로 가득해지기 시작했다. 어느 시점에 구글은 스크래퍼들을 더 잘 찾아내는데 도움을 줄 데이터 포인트를 공개적으로 요청했다.

## 같이 보기
- 구글 허밍버드 (2013년)